# Liste der Biografien/Thomi
Liste der Biografien |
Portal Biografien |
Personensuche
# |
A |
B |
C |
D |
E |
F |
G |
H |
I |
J |
K |
L |
M |
N |
O |
P |
Q |
R |
S |
T |
U |
V |
W |
X |
Y |
Z |
?
 
Ta |
Tc |
Te |
Tf |
Tg |
Th |
Ti |
Tj |
Tk |
Tl |
Tm |
To |
Tq |
Tr |
Ts |
Tu |
Tv |
Tw |
Tx |
Ty |
Tz
 
Tha |
The |
Thi |
Thj |
Thn |
Tho |
Thr |
Thu |
Thw |
Thy
 
Thoa |
Thob |
Thod |
Thoe |
Thof |
Thog |
Thoh |
Thoi |
Thok |
Thol |
Thom |
Thon |
Thoo |
Thop |
Thor |
Thos |
Thot |
Thou |
Thov |
Thow |
Thoz
 
Thoma |
Thomb |
Thomc |
Thome |
Thomf |
Thomi |
Thomk |
Thomm |
Thomo |
Thomp |
Thoms
Die Liste der Biografien führt alle Personen auf, die in der deutschsprachigen Wikipedia einen Artikel haben. Dieses ist eine Teilliste mit 8 Einträgen von Personen, deren Namen mit den Buchstaben „Thomi“ beginnt.

## Thomi
- Thomi, Hans (1885–1976), Schweizer Unternehmer
- Thomi, William (1898–1950), Schweizer Schriftsteller

### Thomie
- Thomières, Jean Guillaume Barthélemy (1771–1812), französischer Brigadegeneral der Infanterie

### Thomik
- Thomik, Paul (* 1985), deutscher Fußballspieler

### Thomin
- Thomin, Mélanie (* 1984), französische Politikerin
- Thöming, Friedrich (1802–1873), Marinemaler

### Thomis
- Thomis, Élodie (* 1986), französische Fußballspielerin
- Thomissøn, Hans (1532–1573), dänischer lutherischer Theologe